# Vitamín K2

Vitamin K_{2} MK-7

Vitamin K_{2} MK-4

Vitamin K_{1}

Vitamín K2 je vitamín rozpustný v tucích. Původně se mělo za to, že je to jen jedna z variant vitamínu K. Poslední výzkumy ukázaly, že plní vlastní funkci a tou je vychytávání vápníku z extracelulárního prostoru a vázání do kostí. Vitamín K2 je nezbytný v procesu mineralizace kostí, buněčného růstu a metabolismu proteinů cévní stěny.

## Názvosloví a chemická stavba
Existují dvě přirozeně se vyskytující formy vitamínu K2. Vitamín K2 MK-4, menatetrenon, je zvířaty vytvářen z vitamínu K1, který se nachází v zelené trávě (vojtěška apod.). Vitamín K2 MK-7 menachinon je produkován bakteriemi. Vitamín K2 se dále dělí podle počtu opakujících se izoprenových jednotek v bočním řetězci molekuly. Pro podtypy vitamínu K2 používáme zkratku MK a přidáváme specifikaci číslem n (MK-n), kde n označuje počet izoprenových jednotek. Běžné jsou podtypy MK-4, MK-7, MK-8, MK-9, MK-10. Lidský organismus, resp. bakterie přítomné v lidském organismu, vytvářejí MK-4. MK-4 ale není bakteriemi vyráběn v těle v dostatečném množství.
Existuje ještě syntetický vitamín K3 menadion, přidávaný do zvířecích krmiv, z něhož se v organismu býložravců vytváří K2 ve formě MK-4 v mnohem menší míře než z vitamínu K1. Menadion je v ČR zakázáno podávat lidem. Ukazuje se, že K1 a K2 jsou v organismu využívány rozdílným způsobem. Zatímco K1 je využíván především pro srážení krve a jeho hlavním orgánem působení jsou játra, K2 hraje důležitou úlohu v nekoagulačních dějích, a to v metabolismu a mineralizaci kostí, v buněčném růstu a v metabolismu buněk cévní stěny. Vitamín K2 (ve formě MK-4) se vyskytuje především v jiných orgánech než v játrech, a to ve vyšších koncentracích než fylochinon. Tato skutečnost, spolu s existencí unikátní cesty jeho syntézy, svědčí o tom, že K2 má jedinečnou biologickou funkci, která dosud nebyla popisována.

## Funkce
Vitamín K funguje jako kofaktor pro enzym, který katalyzuje karboxylaci kyseliny glutamové na gama-karboxyglutamovou (GLA). Přestože se vitamín K dependentní gama-karboxylace vyskytuje pouze u specifických reziduí kyseliny glutamové, je nezbytná k tomu, aby tato rezidua správně vázala vápník.

### Mineralizace kostí
V kostech byly izolovány tři vitamín K dependentní proteiny: osteokalcin, matrix GLA protein (MGP) a protein S. Osteokalcin (nazývaný také kostní GLA protein) je protein syntetizovaný osteoblasty (buňkami tvořícími kost). Syntéza osteokalcinu osteoblasty je regulována aktivní formu vitamínu D, tzv. 1,25 (OH)2 D3, neboli kalcitriolem. Schopnost osteokalcinu vázat minerály je podmíněna vitamín K dependentní gama-karboxylací tří zbytků (reziduí) kyseliny glutamové. Funkce osteokalcinu souvisí s kostní mineralizací. MGP byl nalezen v kostech, chrupavkách a měkkých tkáních včetně cév. Výsledky studií na zvířatech naznačují, že MGP zabraňuje kalcifikaci měkkých tkání a chrupavek, a zároveň usnadňuje normální růst a zrání kostí. Vitamín K dependentní antikoagulační protein S je syntetizován osteoblasty, ale jeho role v kostním metabolismu je nejasná. Děti se zděděnou deficiencí proteinu S trpí komplikacemi souvisejícími se zvýšenou krevní srážlivostí, stejně jako se sníženou hustotou kostního minerálu.

### Buněčný růst
Gas6 je vitamín K2 dependentní protein objevený v roce 1993. Byl nalezen v nervovém systému, v srdci, plicích, žaludku, ledvinách a chrupavkách. Ačkoliv přesný mechanismus jeho účinku nebyl stanoven, Gas6 se jeví jako regulační faktor buněčného růstu s buněčně-signálními aktivitami. Gas6 se zdá být důležitý u různých buněčných funkcí, jako při buněčné adhezi, proliferaci buněk a ochraně proti apoptóze.6 Může hrát důležitou roli ve vývoji a stárnutí nervového systému, při regulaci krevních destiček a při cévní homeostáze.

## Příznaky nedostatku vitamínu K2
Nedostatek vitamínu K2 souvisí s řídnutím kostí (osteoporózou) u žen po menopauze a mužů po andropauze. Nedostatek vitamínu K2 způsobuje špatnou karboxylaci osteokalcinu a sníženou aktivitu osteoblastů (kostních buněk obnovujících kost). Dochází k pomalejší obnově kostí a k nedostatečnému zabudování vápníku do kostí. Kosti pak nejsou dostatečně pevné a odolné, snadno se lámou. Nedostatek vitamínu K2 zvyšuje riziko osteoporotické zlomeniny.

### Hlavní příznaky nedostatku
- zvýšená hladina extracelulárního vápníku, hyperkalcémie
- kornatění tepen a s tím spojené zvýšení VLDL cholesterolu
- impotence
- bolesti hlavy, zad, svalů a kloubů, mohou být spojené se zánětem
- únava, malátnost, svalová slabost [12]

Ostatní příznaky shodné s hyperkalcémií:
- pocit horkosti, periferní vazodilatace (roztažení cév)
- nechutenství (anorexie)
- nevolnost, zvracení
- bolesti břicha
- zvýšené slinění (polydipsie)
- žízeň, zvýšené močení (polyurie)
- zácpa
- psychické změny, depresivní ladění a nálady, letargie, křeče, zmatenost

## Doporučený příjem vitamínu K2
Vitamín K2 je novinka, která se začala rozšiřovat od roku 2013. Nabízí se ve dvou formách: jako menatetrenon a menachinon (manaquinone). Menatetrenon upadl u zákazníků v nemilost, protože v doporučeném dávkování 1 tbl (5 mg) denně je neúčinný. Je nutné jej užívat v minimálně pětinásobném množství a třikrát denně, tj. 2-3 tbl 3x denně. Zato nabídka menachinonu se rozmnožila a výrobci zvýšili obsah na 120 µg v kapsli.
| Doporučená dávka | vitamínu     | µg/den                | rozdělit do     |
| ---------------- | ------------ | --------------------- | --------------- |
| Vitamín K1       | fylochinon   | 5 000-15 000          | 1-2 dávek denně |
| Vitamín K2 MK4   | menatetrenon | 15 000-50 000         | 3 dávek za den  |
| Vitamín K2 MK7   | menachinon   | 90-120                | 1 denně         |
| Vitamín K3       | menadion     | není doporučen u lidí | -               |

## Prevence onemocnění

### Osteoporóza
Objev tzv. vitamín K2 dependentních bílkovin v kostech vedl k výzkumu úlohy vitamínu K2 při zachovávání zdravých kostí.

#### Podávání vitamínu K2a osteoporotické zlomeniny
Epidemiologické studie prokázaly souvislost mezi vitamínem K a řídnutím kostí v souvislosti s věkem (tzv. osteoporózou). The Nurses' Health Study se účastnilo více než 72 000 žen po dobu deseti let. Ženy, jejichž příjem vitamínu K byl v nejnižším kvintilu (pětině), měly o 30 % vyšší riziko zlomeniny krčku kosti stehenní než ženy s příjmem vitamínu K ve čtyřech vyšších kvintilech. Studie s více než 800 starších mužů a žen v sedmileté Framinghamské studii zjistila, že muži a ženy s příjmem vitamínu K v nejvyšším kvartilu (čtvrtině), měli o 65% nižší riziko zlomeniny krčku kosti stehenní, než ti s příjmem vitamínu K v nejnižším kvartilu (přibližně 250 ug/den oproti 50 ug/den). Další studie prokázaly zvýšení hustoty kostního minerálu (BMD) díky podávání vitamínu K spolu s vitamínem D3 nebo snížený výskyt zlomenin obratlů v kombinaci s léčbou bisfosfonáty.

#### Vitamín K dependentní karboxylace osteokalcinu a osteoporotické fraktury
Osteokalcin, bílkovina cirkulující v krvi, se ukázala být citlivým ukazatelem stavu kostní novotvorby. Vitamín K je nutný pro gama-karboxylaci osteokalcinu. Podkarboxylovaný osteokalcin (ucOC) má nižší schopnost vázat kostní minerál. Stupeň gama-karboxylace osteokalcinu se ukazuje jako citlivý ukazatel hladiny vitamínu K2 v organizmu. Bylo zjištěno, že hladiny ucOC jsou vyšší u žen po menopauze než před ní a výrazně vyšší u žen starších 70 let. Ve studii se 195 staršími ženami bylo relativní riziko fraktury krčku kosti stehenní 6x vyšší u těch, které měly zvýšené hladiny ucOC na počátku studie. U většího vzorku 7 500 samostatně žijících starších žen hladina ucOC také predikovala riziko zlomeniny.

#### Antagonisté vitamínu K a osteoporotické zlomeniny
O některých orálních antikoagulanciích, např. warfarinu, je známo, že jsou tzv. antagonisté vitamínu K. Studie zkoumající chronické užívání warfarinu a riziko fraktur u starších žen zjistila výrazně vyšší riziko zlomenin obratlů a žeber u uživatelek warfarinu ve srovnání s pacientkami bez warfarinu.

## Zdroje

### Potravinové zdroje vitamínu K2
Menachinon se vyskytuje především v živočišných tucích (máslo, sádlo, lůj, smetana), zatímco v rostlinných olejích (sójový, olivový, bavlníkové semeno, řepka) se nachází v 3-5 x nižší koncentraci. Hydrogenace rostlinných olejů snižuje obsah vitamínu K2.
Bakterie, které normálně kolonizují tlusté střevo, syntetizují menachinon (vitamín K2). Až donedávna bylo uváděno, že až 50 % potřebného vitamínu K může být pokryto bakteriální syntézou. Nyní výzkum ukazuje, že podíl bakteriální syntézy je mnohem menší, než se uvažovalo.

### Doplňky stravy
V České republice je v některých doplňcích stravy možno získat vitamíny K1 a K2 i bez lékařského předpisu. Některé přípravky označované full spectrum obsahují všechny vitamíny K1, K2 MK4 i K2 MK7, avšak v poskytnutých dávkách účinkuje jen MK7. Poločas vylučování stoupá s délkou řetězce. Vitamín MK4 má poločas několik hodin, MK7 trojnásobně delší, zatímco MK9, obsažený ve zrajících sýrech, koluje v organismu ještě déle.

## Bezpečnost

### Toxicita
Přestože alergická reakce je možná, neexistuje žádná známá toxicita spojená s vysokými dávkami při podávání vitamínu K1 nebo K2. To neplatí pro syntetický menadion (vitamín K3) a jeho deriváty. Menadion může narušovat funkci glutathionu, jednoho z přirozených antioxidantů v lidském organismu, což má za následek oxidační poškození buněčných membrán. Menadion podávaný injekčně indukoval jaterní toxicitu, žloutenku a hemolytickou anémii u dětí. Proto menadion již není používán k léčbě deficience vitamínu K.

### Interakce s jinými živinami
Velké dávky vitamínu A a vitamínu E fungují jako antagonisté vitamínu K. Přebytek vitamínu A pravděpodobně ovlivňuje vstřebávání vitamínu K. Vitamín E může inhibovat vitamín K dependentní karboxylázy. Studie u dospělých s normálním koagulačním stavem shledala, že při podávání 1 000 IU vitamínu E po dobu 12 týdnů klesla gama-karboxylace protrombinu, vitamín K dependentního proteinu. Hlášeno bylo také nadměrné krvácení u lidí, užívajících 5 mg warfarinu a 1 200 IU vitamínu E denně.

### Lékové interakce
Antikoagulační účinek antagonistů vitamínu K (např. warfarinu) může být inhibován vysokým příjmem vitamínu K. Jiné léky mohou interferovat s endogenní syntézou vitamínu K nebo ovlivňovat regeneraci vitamínu K. Delší používání širokospektrálních antibiotik může snižovat syntézu vitamínu K střevními bakteriemi. Cefalosporiny a salicyláty mohou snižovat regeneraci vitamínu K inhibicí enzymu vitamín K epoxid reduktázy. Dále cholestyramin, cholestipol, orlistat, minerální oleje a tuky mohou snížit vstřebávání vitamínu K.